# Sila (Tchad)
Pour les articles homonymes, voir Sila.
La province du Sila (ou Dar Sila) est l'une des 23 dont dispose le Tchad. Son chef-lieu est Goz Beïda.

## Situation
La région est située au sud-ouest du pays, elle est frontalière du Soudan et de la République centrafricaine
|       | Ouaddaï | Darfour-Occidental |
| Guéra | Sila    | Darfour-Central    |
|       | Salamat | Vakaga             |

## Histoire
Elle a été créée le 19 février 2008 par division de la région du Ouaddaï.
Entre 2002 et février 2008, le Sila a été l'un des 4 départements composant la région du Ouaddaï (avec 4 sous-préfectures : Goz Beïda, Koukou Angarana, Tissi et Adé).

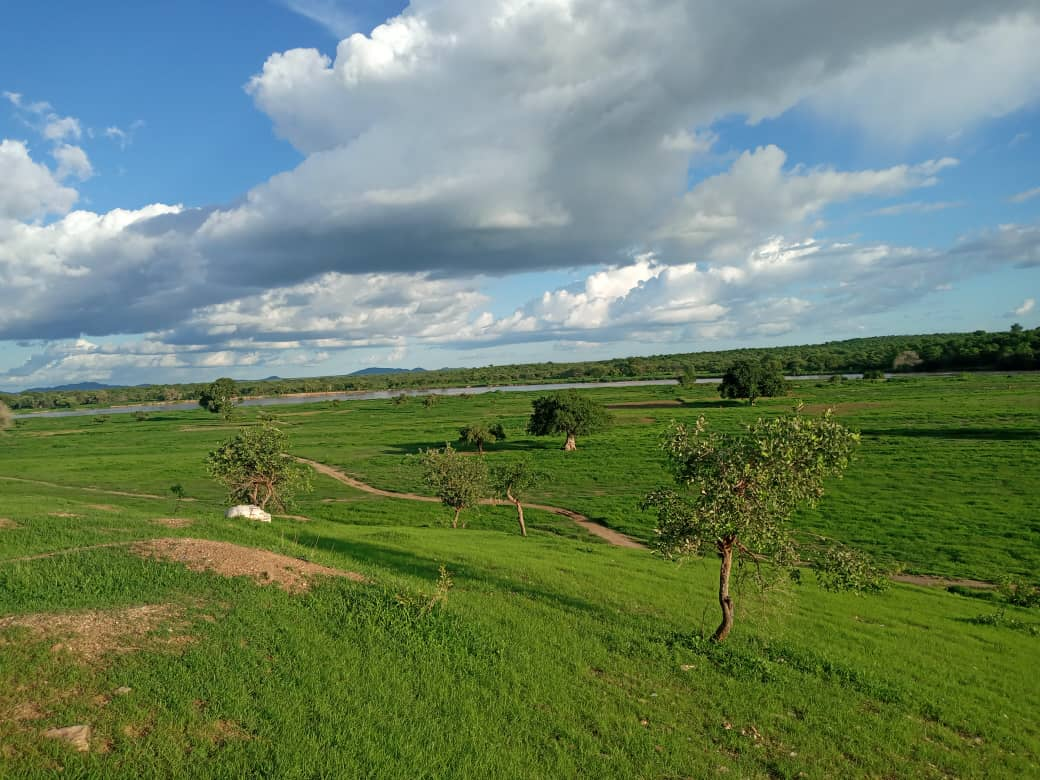

## Subdivisions
La région du Sila est divisée en 5 départements :
| Département     | Chef-lieu       | Sous-préfectures             |
| --------------- | --------------- | ---------------------------- |
| Abdi            | Abdi            | Abdi, Abkar Djombo et Biyeré |
| Kimiti          | Goz Beïda       | Goz Beïda et Kerfi           |
| Koukou-Angarana | Koukou-Angarana | Koukou-Angarana              |
| Adé             | Adé             | Adé, Moudeïna et Mogororo    |
| Tissi           | Tissi           | Tissi                        |

## Administration
Préfets du Sila (2002-2008)
- xx

Gouverneurs du Sila (à partir de 2008)
- Toké Dadi[3] (à partir de février 2008)
- Valentin Moassengar (installé le 18 avril 2010)